# Darius Olaru
Darius Dumitru Olaru (Medgyes, 1998. március 3. –) román válogatott labdarúgó, az FCSB játékosa.

## Pályafutása

### Klubcsapatokban

#### Gaz Metan Mediaș
2015. augusztus 29-én debütált a Gaz Metan Mediaș színeiben, a román másodosztályban, az UTA Arad elleni 2–1-es idegenbeli győzelem alkalmával. A 2015–16-os idény során 12 mérkőzésen 2 gólt szerzett a bajnokságban, ezzel csapatát a feljutáshoz segítve.
2016. szeptember 19-én debütált a román élvonalban, a címvédő Astra Giurgiu elleni 2–0-s győzelem alkalmával. Első bajnoki gólját 2017. május 23-án, a Concordia Chiajna ellen szerezte.

#### FCSB
2018 elején előszerződést írt alá az FCSB-vel, de a megállapodás meghiúsult, miután nem sikerült megállapodni az átigazolási díjról. A következő év májusában a fővárosiak újra érdeklődtek iránta, és egy meg nem nevezett összegért leigazolták. Az FCSB állítólag túllicitálta a CFR Cluj csapatát az Olaruért folyó átigazolási harcban.
2020. január 7-én mutatkozott be hivatalosan az FCSB játékosaként, és a 27-es mezszámot kapta. Február 2-án, a CFR Cluj elleni bajnoki mérkőzésen mutatkozott be a Roș-albaștrii színeiben, négy nappal később pedig a Voluntari ellen megszerezte első gólját az új csapatában.
Első teljes szezonjában 30 mérkőzésen hétszer volt eredményes a bajnokságban. Olarut a Liga Profesionistă de Fotbal beválasztotta a 2020–21-es szezon csapatába.
A 2023–24-es szezonban pályafutása legjobb teljesítményét nyújtva 36 bajnoki mérkőzésen 15 gólt szerzett, és csapatával kilenc év után először nyert bajnoki címet.

### A válogatottban
2018 szeptemberében kapott először meghívót a román U21-es válogatottba, november 15-én pedig gólt szerzett a Belgium ellen 3–3-mal végződő barátságos mérkőzésen. Ezt követően Mirel Rădoi beválogatta a 2019-ben megrendezett U21-es Európa-bajnokságra. Összesen két mérkőzésen játszott a tornán, Horvátország és Franciaország ellen.
A 2021-ben rendezett U21-es Európa bajnokságon is részt vett, Adrian Mutu vezetőedző mindhárom csoportmérkőzésén a kezdő tizenegybe jelölte. Románia Hollandiával és Németországgal azonos pontszámmal végzett, de nem jutott tovább az egyenes kieséses szakaszba.
2021. június 2-án a Grúzia elleni barátságos mérkőzésen debütált a felnőtt válogatottban. Összesen 6 mérkőzésen lépett pályára a 2024-es EB-selejtezőkön, többnyire csereként, Románia pedig az első helyen végzett a csoportjában.

## Játékstílusa
Kezdetben támadó középpályásként vagy szélsőként játszott, az FCSB-hez való átigazolását követően inkább box-to-box középpályásként számoltak vele.

## Magánélete
Olarut a nagyszülei nevelték fel, mert szülei gyermekkorában elhagyták Romániát, hogy külföldön dolgozzanak, később pedig elváltak. Az interjúban azt is elárulta, hogy gyerekkorában a Dinamo București szurkolója volt.

## Sikerei, díjai
Gaz Metan Mediaș
- Román másodosztály bajnok: 2015–16

 FCSB
- Román bajnok: 2023–24
- Román kupagyőztes: 2019–20
- Román szuperkupa: 2020 (ezüstérmes)

Egyéni
- Liga I A szezon csapata: 2020–21,[11] 2021–22,[25] 2023–24
- Gazeta Sporturilor A hónap játékosa: 2022. április,[26] 2023. szeptember

### Közösségi platformok
- Darius Olaru a Facebookon
- Darius Olaru az Instagramon

### Egyéb weboldalak
- Darius Olaru adatlapja a Transfermarkt oldalán (angolul)
- Darius Olaru adatlapja a Soccerbase oldalán (angolul)
- Darius Olaru adatlapja a National Football Teams oldalán (angolul)
- Darius Olaru az UEFA adatbázisában (angolul)
- Darius Olaru adatlapja a RomanianSoccer oldalán (románul)